# Reichelsburg
Die Reichelsburg, auch Burg Reichelsberg genannt, ist die Ruine einer spätmittelalterlichen Höhenburg des Hochstifts Würzburg. Sie liegt bei dem heute zur Stadt Aub gehörenden Dorf Baldersheim im Landkreis Würzburg in Bayern.

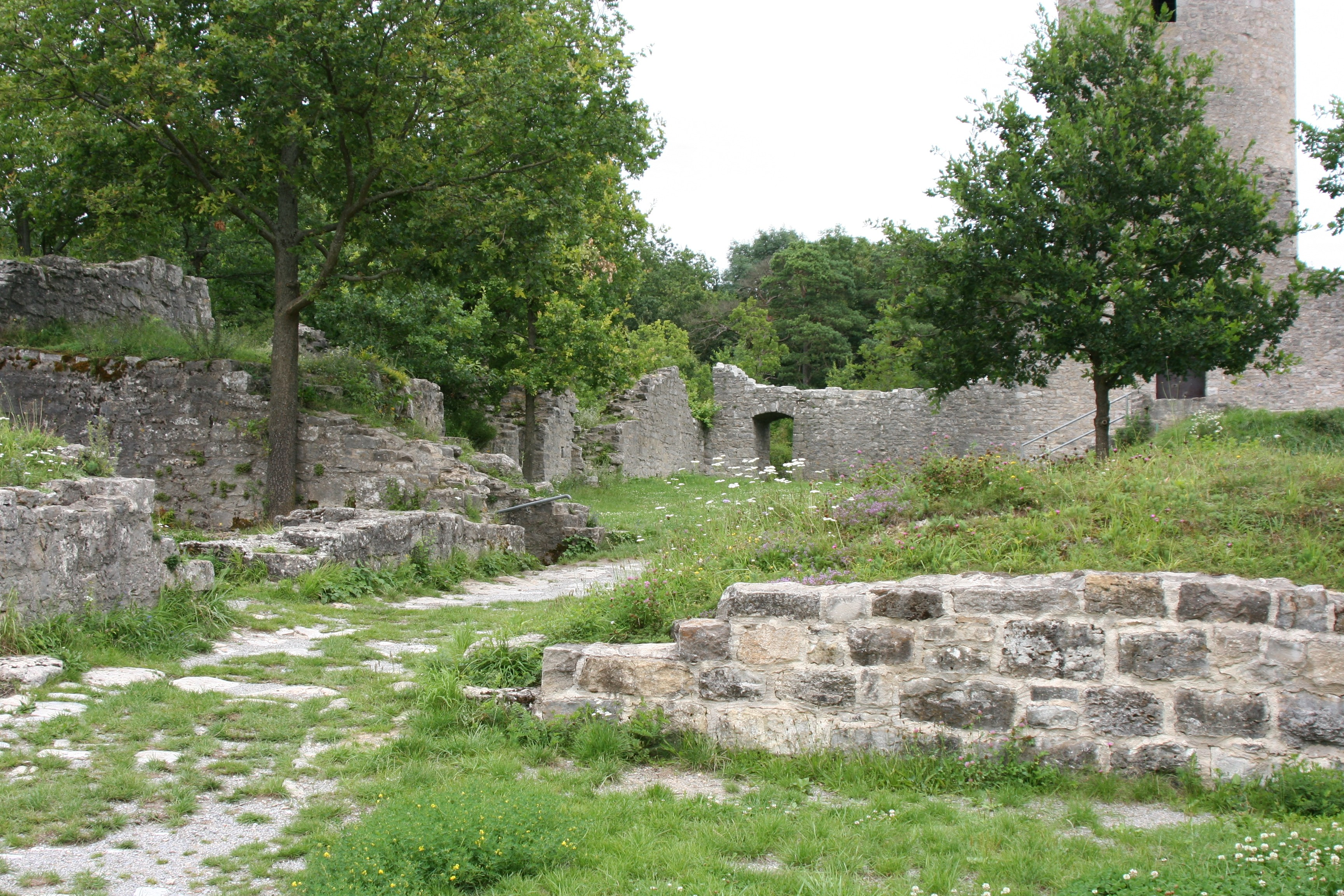
Innenhof

## Geographische Lage
Die Ruine der Spornburg liegt auf 300 m ü. NN südlich des Ortes Baldersheim, oberhalb der Gollach am westlichen Ende eines sich in west-östlicher Richtung erstreckenden, eher recht flachen Höhenrückens. Die Reichelsburg liegt nur wenig, aber doch deutlich über dem Gollachtal. Sie ist also keine Wasserburg, aber auch keine "richtige" Höhenburg.

## Geschichte

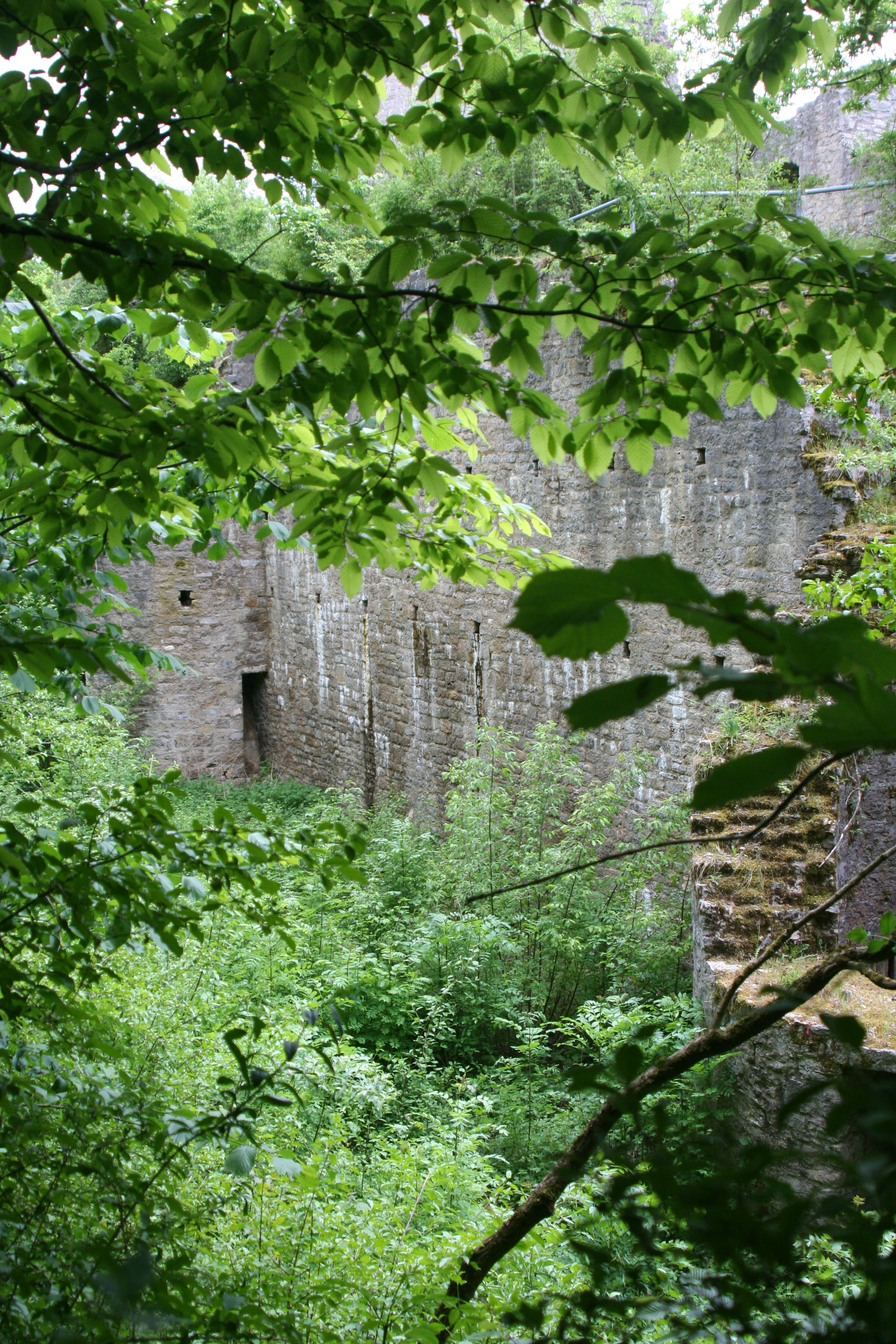
Burggraben

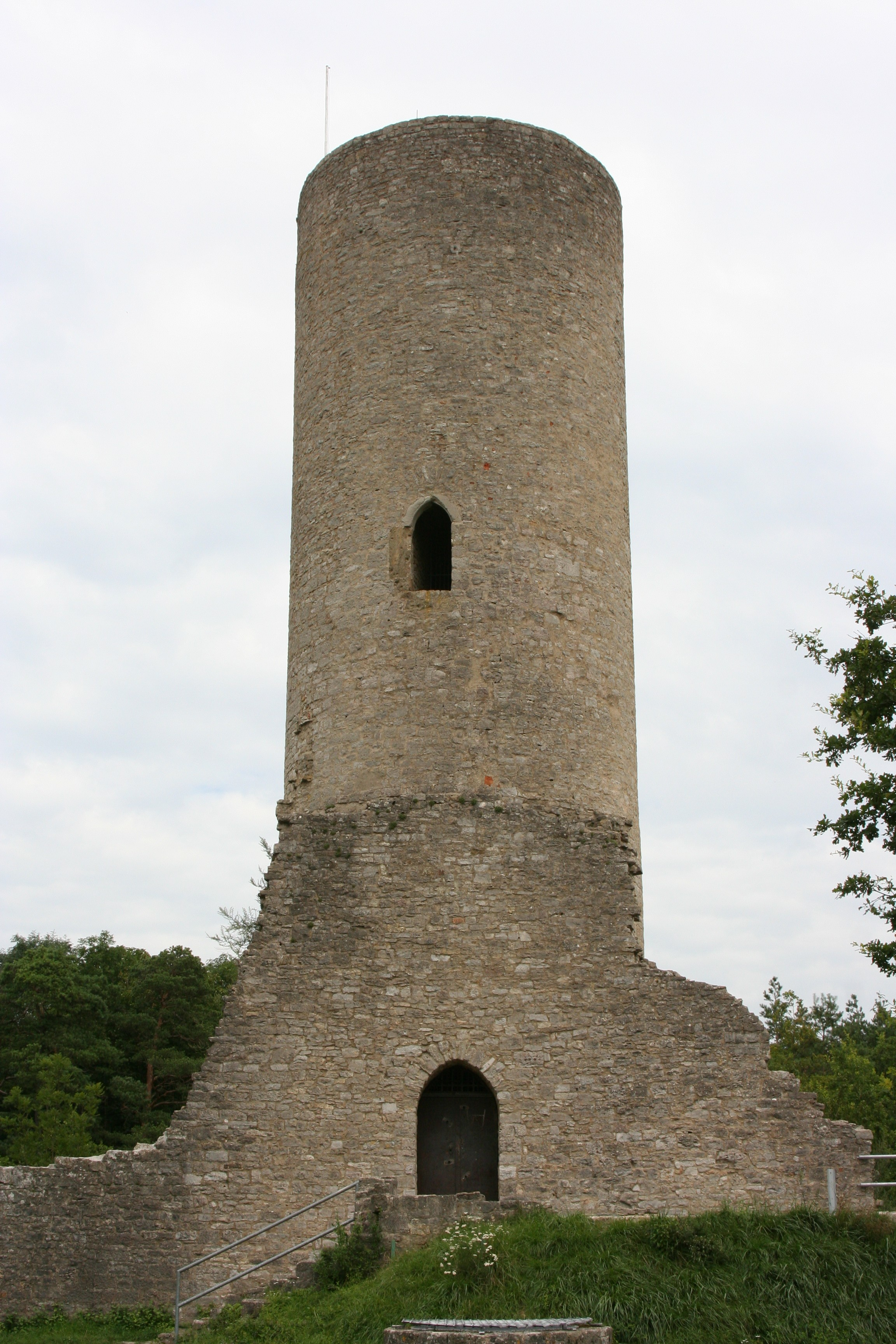
Bergfried

Die Burg Reichelsberg wurde als „Reigirberc“ um 1230 als Besitz der Brüder Gottfried und Konrad von Hohenlohe-Brauneck erstmals erwähnt, deren Stammsitz Burg Brauneck sechs Kilometer südlich von Aub lag und teilweise noch erhalten ist. Bei der 1230 erwähnten Burg handelt es sich vermutlich noch um einen Vorgängerbau der heutigen Burgruine. Lehnsgeber der Herrschaft Reichelsberg, die neben der Feste die Orte Baldersheim, Burgerroth (beide heute zu Aub), Bieberehren und Buch (heute zu Bieberehren) umfasste, war das Hochstift Bamberg. 1338 stifteten Gottfried III. von Hohenlohe-Brauneck und seine Frau Margareta auf Reygerberch eine Kapelle. 1390 erlosch mit dem Tod Konrads IV. die Linie Hohenlohe-Brauneck, der u. a. Creglingen und die "sechs Maindörfer" um Obernbreit/Marktsteft gehörten. Das Hochstift Bamberg zog das Lehen ein und tauschte es gegen andere Güter mit dem Hochstift Würzburg.
Vom Würzburger Bischof Johann von Egloffstein erhielt 1401 der Reichserbkämmerer Konrad von Weinsberg Reichelsberg zum Lehen, der 1396 Anna von Hohenlohe-Brauneck, die Witwe Konrads IV., geheiratet hatte. 1425 befanden sich vier Kanonen („Klotzbüchsen“) auf der Reichelsburg.
Nach Konrad von Weinsbergs Tod im Jahr 1448 folgten ihm seine Söhne Philipp d. Ä. (auch er Reichserbkämmerer) und Philipp d. J. (ein Geistlicher) nach, die beide gemeinsam auf der Reichelsburg lebten. Unter der Herrschaft Philipps d. Ä. wurde Reinhardt Truchsess von Baldersheim im Jahr 1477 Amtmann auf der Reichelsburg. Die Weinsberg beherrschten im 15. Jahrhundert auch die kleine Stadt Aub zusammen mit den Truchsessen und zeitweise den Rosenberg. Nach dem Aussterben der Herren von Weinsberg in männlicher Linie kam die Burg an die Tochter Philipps d. Ä., Gräfin Katharina von Königstein, die den weinsbergischen Teilbesitz der Reichelsburg 1521 für 49.000 Gulden an Fürstbischof Konrad von Thüngen verkaufte. Seit 1521 gehörte die Burg somit vollständig dem Hochstift Würzburg; sie wurde nicht mehr verliehen, sondern von Georg von Rosenberg als Amtmann des Hochstifts bewohnt. Am 22. April 1525 (Samstag nach Ostern) wurde die Reichelsburg, wie auch Burg Brauneck, von aufrührerischen Bauern im Bauernkrieg geplündert und teilweise zerstört, so dass Georg von Rosenberg ins Schloss Aub umzog. Die Burg wurde später teilweise wiederhergestellt und auch weiterhin bewohnt, hatte aber an Bedeutung verloren. 1669 wurde das Amt Reichelsberg aufgelöst, und im frühen 18. Jahrhundert fiel sie als Lehen an die Freiherren von Schönborn. Das war allerdings nur die Verleihung eines Titels. Besitz hatten die Schönborn im Raum Reichelsburg/Aub nie.
Ab etwa 1750 war die Reichelsburg nicht mehr bewohnt und verfiel. In der ersten Hälfte des 19. Jahrhunderts wurde die noch einigermaßen gut erhaltene Burg nach und nach von den Bewohnern der umliegenden Orte abgebrochen, die die Steine für den Bau eigener Gebäude verwendeten. Proteste dagegen blieben ohne Wirkung. Erst im Jahr 1900 machte sich der 15 Jahre zuvor gegründete Verschönerungsverein Aub daran, die Ruine zu sichern und herzurichten. Auf Kosten des bayerischen Staates wurden 1905 bis 1907 der vom Einsturz bedrohte Bergfried gesichert und mit einer hölzernen Innentreppe versehen, der Brunnen wieder hochgemauert, ein eingebrochener Keller neu erstellt und große Mengen von Schutt beseitigt, die teilweise beim Bau der Gaubahn von Ochsenfurt nach Röttingen Verwendung fanden. Bis 1910 wurden noch kleinere Arbeiten erledigt, dann änderte sich am Zustand der Ruine über Jahrzehnte fast nichts mehr. Erst in den 1960er-Jahren wurden wieder Aufträge zur Befestigung der Mauern erteilt. 1986 wurde die Holztreppe im Bergfried durch eine Metalltreppe ersetzt. Im Jahr 2000 schließlich wurde eine neue Zugangsbrücke, die „Truchsessbrücke“ (benannt nach den Truchsessen von Baldersheim, die Amtmänner auf der Burg waren und lange Jahrzehnte im Auber Schloss saßen), auf den Fundamenten der früheren Zugbrücke erstellt.

## Heutige Nutzung
In den 1950er-Jahren richteten Vereine aus Aub auf der Reichelsburg Feste aus. In Anknüpfung an diese Feste fand 1996 das erste Reichelsburgfest der Musikgemeinschaft Baldersheim-Burgerroth statt, das seitdem jährlich veranstaltet wird. Die Musikgemeinschaft kümmert sich in Zusammenarbeit mit den staatlichen Behörden um Herrichtung und Erhaltung der Burgruine und ließ 2000 die neue Brücke errichten.

## Beschreibung
Die rechteckige Kernburg wird von einer unregelmäßigen Zwingermauer umschlossen, die ursprünglich acht Flankierungstürme aufwies. Einer der Türme im Norden der Mauer ist vollständig verschwunden, von den anderen sind noch Reste vorhanden. Die Zwingermauer wird von einem 10 bis 15 Meter breiten und acht Meter tiefen Ringgraben  umschlossen, vor dem im Osten noch ein Erdwall liegt.
Der Zufahrtsweg zur Burg führte von Westen den Hügel herauf und überwand den Graben mit einer Zugbrücke. Die Kernburg war ein regelmäßiges Viereck von 42 auf 33 Metern, die Mauern waren zwei Meter dick. Auf der Ostseite befand sich eine zehn Meter hohe Schildmauer mit einem bis heute erhaltenen, 23,50 Meter hohen Bergfried, dessen Mauern eine Stärke von 2,50 Metern aufweisen. Die Gebäude um den Innenhof waren teilweise unterkellert, manche Keller sind noch zugänglich. An der Nordostseite des Innenhofes befand sich ein Treppenturm, im Hof ist ein 15 Meter tiefer gemauerter Brunnen erhalten.
Die mehrfach umgebaute Burg reicht in ihren ältesten Teilen ins 14. Jahrhundert zurück, die jüngsten Bauteile entstammen dem 15. oder frühen 16. Jahrhundert. Vor dem Gelände der Burg befinden sich im Westen noch Reste einer Vorgängeranlage, einer einfachen Turmhügelburg (Motte), die ringförmig mit Wall und Graben umschlossen war.